# Holojoppa grandis
Holojoppa grandis är en stekelart som beskrevs av Szepligeti 1900. Holojoppa grandis ingår i släktet Holojoppa och familjen brokparasitsteklar. Inga underarter finns listade i Catalogue of Life.